# 柴秋邨
柴 秋邨（しば しゅうそん、天保元年（1830年） - 明治4年3月18日（1871年5月7日））は、江戸時代幕末の儒学者、書家。

## 生涯
阿波国徳島城下紀伊国町（現徳島県徳島市元町）出身。幼名は卯吉、字は緑野、初号は繭山、後に秋邨。別号に東野・帰樸・秋孫、堂号に吹万洞・風香草堂等。通称は新蔵・六郎、名は惟卯・萃。
父は太物商・阿賀屋清左額門。幼少時に父を失い、家が困窮し、母は糸を紡いで生計を立てた。8歳の時、菓子屋の丁稚となったが、読書好きで医師・河野弘に見出され門弟となった。後に医学に飽き足らず新居水竹に入門して儒学を学ぶ。16歳のときに江戸に出て大沼枕山、羽倉簡堂に師事したが、母の病気で帰郷する。母の病気全快を待ち、簡堂の紹介で大坂の広瀬旭荘に入門し、1850年には旭荘から旭荘の旧号の「秋邨」の号を授かった。ここで秋邨は重用され、塾長となった。
この頃、内外多事となり、外洋学を学び、また播州林田藩の河野鉄兜と親交を結ぶ。のち、九州に入り豊後日田の広瀬淡窓の養子青邨と親交し、咸宜園で生徒を教え、3年間の滞在中に僧五岳・長三洲と交わった。その後、大阪に帰り堀江で開塾したが、母の老衰により1861年故郷に帰り、思済塾を開いて教授した。門下生には近藤廉平や阿部興人などいた。この年12月、藩主・蜂須賀斉裕に起用され、儒官と洋学校の正務局を兼ねた。秋邨は経史よりも詩に長じ、書に優れ、画も優れていた。
しかし、1867年、庚午事変が起き、秋邨は檄文を作成する。これに対し藩は「文学教授勤め居り候身分として、今般脱帰輩の激論に同意せしめ、いわれなき檄文等したため候始末、職掌柄不届き」として禁固3年の刑を下した。この時、旧師・新居水竹以下十士の死(日本刑法史上最後の切腹)を惜しみ、悲嘆痛飲して病気にかかり、1871年3月18日に没した。享年42歳。墓は、徳島市城南町の実相寺に在る。　　　　　　　　　　　　　　　　

## 書家として
「阿波の頼山陽」とも「幕末阿波の三筆」とも称される秋邨は、四書五経など中国の古典を学んでいたが、自作の漢詩も数多く作り、それを何度も書にしている。その書は和様的特質にあふれ、明朗で親しみやすく、華やかさがあり詩情豊かで精彩に満ち、春風駘蕩の雅風を漂わせている。当時よりその書は評価が高く、多くの人々に求められた。酒を好んだ秋邨には、酒席で求められて書いた「余酔の書」も多く残っている。　
絶筆と言われる書は「列樹蒼茫晩　餘霞明一川　碧天飛鳥尽　山影臥春田」で、「連なる木々も夕闇に包まれ暮れていく。消え残った春霞も一筋の川のように明るさを残している。青空を自由に飛んでいた鳥たちもどこかに去り。山影は、のどかな春の田に臥すように暗い影を投げかけている。」という意味の五言絶句である。自然界の事象を鋭い感性で確りとらえた秋邨らしいスケールの大きい作品であるが、一方で庚午事変により血気盛んな若い阿波藩士達が数多く処刑、処罰されていく時世を痛恨の思いで案ずる秋邨の心情が込められており、胸に迫るものがある。この書は、阿波で最高の書として朝日新聞に昭和40年代に紹介された。